# Rio Nacaome
Nacaome é um rio localizado no território de Honduras, na América Central.